# Clive Brook
Clive Brook, född 1 juni 1887 i London, död 17 november 1974, var en brittisk skådespelare.
Brook arbetade som journalist och skådespelare, deltog som officer i första världskriget och blev efter kriget åter skådespelare. Han debuterade 1920 i engelsk film och engagerades kort därefter i Hollywood av Thomas Harper Ince. Bland hans mera kända filmer märks De fyra fjädrarna, Cavalcade,  24 timmar och Shanghaiexpressen. I slutet av 1930-talet återvände Brook till Storbritannien där han verkade som skådespelare och regissör.